# فسيلة

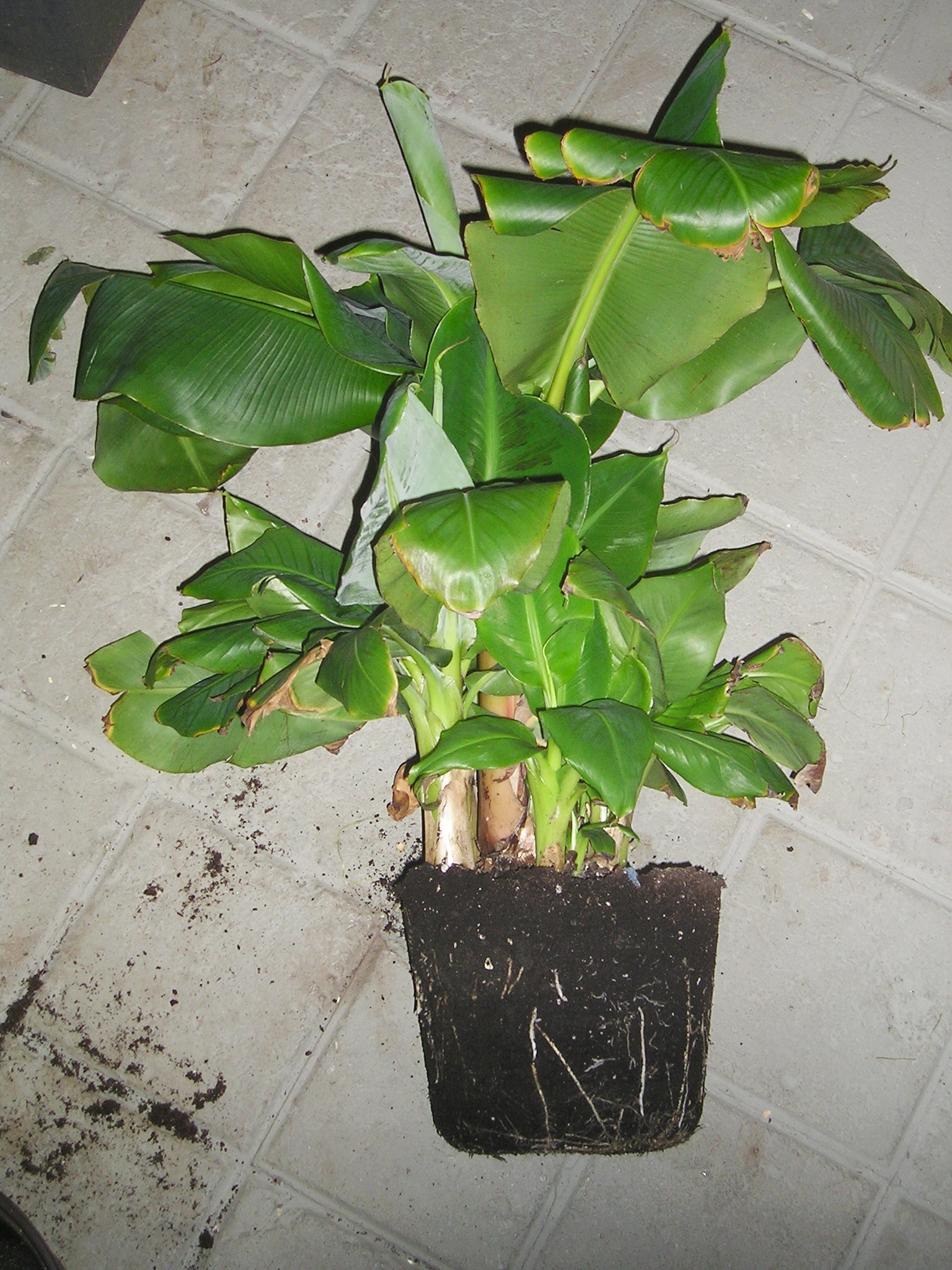
Offsets from a banana plant

الفسيلة (بالإنجليزية: Offset)‏ في علم النبات والبستنة فإن الفسيلة هي نبتة صغيرة تكاد تكون مكتملة أنتجت بشكل طبيعي ولا جنسي على النبتة الأم. وهي مستنسخات مما يعني أنها متطابقة وراثيا مع النبات الأم حيث تنقسم الفسيلة انقساما متساويا. في أعمال المشاتل والحدائق يتم فصلها وتنميتها لإنتاج نباتات جديدة. هذه العملية رخيصة وبسيطة لإنتاج الفسائل لأنها لا تتطلب عادة مواد ومعدات متخصصة. يمكن أيضا استخدام الفسيلة كمصطلح واسع للإشارة إلى أي نبتة قصيرة تنشأ من الأرض على قاعدة أي نبتة أخرى. تتشكل الفسائل عندما تتمايز مناطق النسيج الإنشائي مثل البراعم الإبطية او هياكل التنادد إلى نبات جديد يتمتع بالقدرة على الإكتفاء الذاتي. هذا شائع في الأصناف التي تطور أعضاء التخزين تحت الارض مثل الابصال والجِعثن والدرنات. التوليب والزنابق هي أمثلة على النباتات التي تظهر خصائص الفسائل من خلال تشكيل قباب حول الكورمة الأم الأصلي.إنها وسيلة لتكاثر النبات. و عند تكاثر النباتات لزيادة مخزون الصنف و البحث عن نسخ متطابقة من النبات الام يتم استخدام تقنيات استنساخ مختلفة للتكاثر اللا جنسي. الفسائل هي وسائل طبيعية يمكنك من خلالها أستنساخ النباتات. في المقابل عنده إكثار النباتات لإنتاج اصناف جديدة ثم يتم أستخدام التكاثر الجنسي من خلال التلقيح لإنتاج البذور يؤدي إعادة تراكيب الجينات إلا نشوء نباتات ذو جينوم نسل مماثل لكنه متميز.

## من أنواع الفسائل
- فسيلة أشجار النخيل
- نباتات الحدائق والزينة
- الصبار